# Олівейра-ду-Ошпітал
Оліве́йра-ду-Ошпіта́л (порт. Oliveira do Hospital; МФА: [o.ɫi.ˈvɐj.ɾɐ du oʃ.pi.ˈtaɫ]) — муніципалітет і місто в Португалії, в окрузі Коїмбра. Розташований у центральній частині країни, на теренах історичної португальської провінції Бейра. Належить до Коїмбрської діоцезії Католицької церкви в Португалії. Права міського самоврядування має з 1514 року. Поділяється на 16 парафій. За адміністративним поділом, чинним до 1976 року, був складовою провінції Верхня Бейра. Площа муніципалітету — 234,52 км², населення муніципалітету — 20855 ос. (2011); густота населення — 88,93 осіб/км²
. Патрон — свята Анна. Святковий день муніципалітету — 7 жовтня. Поштовий індекс — 3400.  Код місцевої адміністративної одиниці — 0611. Складова статистичного регіону Центр.

## Географія
Олівейра-ду-Ошпітал розташований в центрі Португалії, на північному сході округу Коїмбра.
Олівейра-ду-Ошпітал межує на півночі з муніципалітетом Нелаш, на сході — з муніципалітетом Сея, на півдні — з муніципалітетом Арганіл, на заході — з муніципалітетом Табуа, на північному заході — з муніципалітетом Каррегал-ду-Сал.

## Історія
1514 року португальський король Мануел I надав Олівейрі форал, яким визнав за поселенням статус містечка та муніципальні самоврядні права.

## Населення
| Кількість мешканців | Кількість мешканців | Кількість мешканців | Кількість мешканців | Кількість мешканців | Кількість мешканців | Кількість мешканців | Кількість мешканців | Кількість мешканців | Кількість мешканців | Кількість мешканців | Кількість мешканців | Кількість мешканців | Кількість мешканців | Кількість мешканців | Кількість мешканців |
| ------------------- | ------------------- | ------------------- | ------------------- | ------------------- | ------------------- | ------------------- | ------------------- | ------------------- | ------------------- | ------------------- | ------------------- | ------------------- | ------------------- | ------------------- | ------------------- |
| 1864                | 1878                | 1890                | 1900                | 1911                | 1920                | 1930                | 1940                | 1950                | 1960                | 1970                | 1981                | 1991                | 2001                | 2011                |                     |
| 24 137              | 25 482              | 26 741              | 27 324              | 27 869              | 26 992              | 26 030              | 28 421              | 29 038              | 26 287              | 23 525              | 23 554              | 22 584              | 22 112              | 20 855              |                     |